# بولوگو

بولوگو (Bologo) شهری در شهرستان سیگله در استان بولکیمده در غرب بورکینافاسوی است جمعیت آن ۶۰۲۹ نفر (۲۰۰۵) است.